# Back to the Front
Back to the Front è il primo album in studio del gruppo musicale death metal svedese Entombed A.D., pubblicato dall'etichetta discografica Century Media nel 2014.

## Tracce
1. Kill to Live – 4:44
2. Bedlam Attack – 4:44
3. Pandemic Rage – 4:02
4. Second to None – 4:28
5. Bait and Bleed – 4:37
6. Waiting for Death – 2:56
7. Eternal Woe – 5:08
8. Digitus Medius – 6:01
9. Vulture and the Traitor – 4:45
10. The Underminer – 2:57
11. Soldier of No Fortune – 6:50

## Formazione
- Lars-Göran Petrov – voce
- Olle Dahlstedt – batteria
- Nico Elgstrand – chitarra
- Victor Brandt – basso